# Selyemfarkú légykapó
A selyemfarkú légykapó (Lamprolia victoriae) a madarak osztályának verébalakúak (Passeriformes) rendjébe és a császárlégykapó-félék (Monarchidae) családjába  tartozó Lamprolia nem egyetlen faja.

## Előfordulása
A Fidzsi-szigetek területén honos. Két alfaja közül az egyik Taveuni, a másik Vanua Levu szigetén honos.

## Alfajai
- Lamprolia victoriae victoriae – (Finsch, 1874)
- Lamprolia victoriae kleinschmidti – (E. P. Ramsay, 1876)

## Megjelenése
Tollazata fekete színű és kék ragyogású, szárnyai és farka lekerekítettek. Farkán a felső fedőtollak fehér színűek.
|  |

## Külső hivatkozás
- Képek az interneten a fajról